# SpareBank 1 Nord-Norge
SpareBank 1 Nord-Norge, forkortet SNN, er et bankkoncern med hovedkontor i Storgata i Tromsø. Den er en del af SpareBank 1-alliansen. SpareBank 1 Nord-Norge har i dag filialer bankkontorer, og er repræsenteret i de fleste kommuner i Nord-Norge, samt på Svalbard og i Murmansk. Bankkoncernen har 270.000 personkunder og 33.000 virksomhedskunder.
SNN havde i 2015 en forvaltningskapital på 83,6 mia. NOK og over 891 årsværk.

## Historie
Tromsø Sparebank blev etableret som Nord-Norges første sparebank i 1836. I årene som fulgte blev der også oprettet sparebanker i Ibestad (1843), Vadsø (1853), Bodø (1857), Alstadhaug og Vaagen (1859). Senere blev der også grundlagt banker på Trondenæs, i Målselv og på Skjervøy. På 1960'erne og senere blev omkring 40 sparebanker i Nord-Norge slået sammen til det som nu heder SpareBank 1 Nord-Norge.
Tromsø Sparebank fusionerede i perioden 1963-1984 med ti sparebanker i Troms og Finnmark. Tromsøsundets Sparebank etablerede i 1980 Sparebanken Nord sammen med 13 andre sparebanker i Troms og Finnmark. Alstadhaug Sparebank, Bodø Sparebank og Vaagan Sparebank og 11 sparebanker i Nordland fusionerede og etablerede i 1985 Sparebanken Nordland. I 1988 blev Sparebanken Nord-Norge oprettet som en sammenslåning af Tromsø Sparebank og Sparebanken Nord. I 1995 indgikk denne banken i SpareBank 1-alliansen. Senere blev Nordkapp Sparebank (1991) og Sparebanken Nordland (1992) en del af koncernen.

## SNNs datterselskaber
- EiendomsMegler 1 Nord-Norge ejendomsmægler med afdelinger i Tromsø, Alta, Hammerfest og Bodø. Selskabet er del af kæden EiendomsMegler 1 og havde i 2006 23 ansatte.
- SpareBank 1 Finans Nord-Norge leasing og salgspantfinansiering i Nord-Norge.
- SpareBank 1 Nord-Norge Securities er et almen aktieselskab inden for børs- og værdipapirhandel der SNN er majoritetsaktionær.
- SpareBank 1 Nord-Norge Invest er investeringsselskab som tidligere hed AS Fiskerikreditt.
- Eiendomsdrift virksomhed inden for ejendomsforvaltning

### Ledelse
Jan-Frode Janson har vært koncernchef siden januar 2013.
Hans Olav Karde var administrerende direktør fra 1989 til 2013